# Santa Clara do Cunene
Santa Clara do Cunene é uma vila do município de Namacunde, na província de Cunene, em Angola. Não sendo a sede da municipalidade de Namacunde, é a localidade mais povoada e desenvolvida deste, na medida em que concentra inúmeros órgãos governamentais.
É uma das localidades mais meridionais da nação, ficando exatamente na fronteira Angola-Namíbia. Forma, com a vizinha de fronteira Helão Nafidi (Namíbia), uma aglomeração transfronteiriça.
Seu principal acesso é feito pela Rodovia Transafricana 3/EN-120, que a liga ao norte à Namacunde, e ao sul à Helão Nafidi.